# Флаг Коряжмы
Флаг муниципального образования «Город Коря́жма» Архангельской области Российской Федерации — опознавательно-правовой знак, служащий официальным символом муниципального образования.
Флаг утверждён 30 июня 2009 года и внесён в Государственный геральдический регистр Российской Федерации с присвоением регистрационного номера 5705.

## Описание
«Прямоугольное полотнище с отношением ширины к длине 2:3, состоящее из трёх центрально симметричных частей: красной части у древка, зелёной у свободного края и разделяющей их голубой, окантованной по краям белыми чертами полосы, с нисходящим наклоном пролегающей от верхней стороны полотнища к нижней. Соотношение ширины частей (включая окантовку) при их соприкосновении с верхним краем — 3:5:19. Со смещением к середине полотнище несёт стилизованные изображения ели, рулона бумаги и церкви, частично перекрывающие границы полосы и выполненные в зелёном, белом, чёрном и жёлтом цветах».

## Символика
Флаг разработан на основе герба, который языком символов и аллегорий отражает исторические, природные и экономические особенности города Коряжмы.
Церковь показывает то, что город расположен на месте Коряжемского монастыря, построенного в XV веке. Название «Коряжма» происходит от древнего монашеского одеяния «коряжки», которые носили послушники монастыря.
Ель и рулон бумаги в красном поле символизируют ведущее производственное предприятие города — филиал ОАО «Группа „Илим“» в городе Коряжме (ранее — ОАО «Котласский целлюлозно-бумажный комбинат»), профиль работы которого связан с переработкой леса.
Голубая полоса указывает на расположение города на берегу реки Вычегды, ставшей неотъемлемой частью городского пейзажа. Голубая полоса, символизирующая реку Вычегду, ель и зелёный цвет герба дополняют его описание, отражая богатую природу, окружающую город.
Жёлтый цвет (золото) — символ богатства, стабильности, интеллекта, уважения.
Белый цвет (серебро) — символ чистоты и совершенства, мира и взаимопонимания.
Красный цвет — символ мужества, труда, силы, энергии, красоты.
Зелёный цвет — символ природы, молодости, здоровья, жизненного роста.
Голубой цвет — символ чести и благородства, духовности, бескрайнего неба и водных просторов.